# Dialetto joual
Il joual è una variante del francese del Québec generalmente associata alla classe operaia di Montréal. L'uso del joual è stigmatizzato da alcuni per l'eccessiva influenza dell'inglese e la sua bassa connotazione sociale, mentre è celebrato da altri per il suo forte carattere identitario proprio delle classi umili di Montréal.
La mobilità socioeconomica verso l'alto tra gli abitanti del Québec e un rinascimento culturale intorno al joual collegato alla rivoluzione silenziosa hanno fatto sì che il joual sia oggi parlato da persone di tutto lo spettro educativo ed economico.
Le origini del joual possono essere ritracciate nell'"era del silenzio", il periodo che va dal 1840 agli anni 1960. L'estrema attenzione per la purezza della lingua francese in questo periodo aveva cristallizzato la lingua in una forma letteraria, scritta, che non rifletteva e non considerava il parlato del comune lavoratore.
La situazione linguistica subì notevoli cambiamenti con la rivoluzione silenziosa degli anni 1960. In questo periodo la classe lavoratrice del Quebec iniziò a chiedere maggiore rispetto nella società, compreso un più ampio uso del québécois nella letteratura e nelle arti dello spettacolo. Svariati artisti, fra cui spicca Michel Tremblay, hanno deliberatamente usato il joual e il québécois per rappresentare le popolazioni della classe operaia del Quebec.

## Caratteristiche linguistiche
I dittonghi sono normalmente presenti dove sarebbero previste vocali lunghe nel francese standard. È attestato anche l'uso di sontaient, sonté (in luogo di ils étaient, ils ont été ).
Sebbene moé e toé siano oggi considerati pronunce substandard, gergali, di toi e moi, queste erano le pronunce originali al tempo dell'ancien régime francese. Dopo la Rivoluzione francese del 1789, la pronuncia standard in Francia cambiò in quella di una forma precedentemente stigmatizzata nel discorso di Parigi, ma il francese del Quebec continuò a evolversi dai dialetti storicamente più vecchi, essendo stato isolato dalla Francia in seguito alla conquista britannica del 1760 della Nuova Francia.
Il joual condivide molte caratteristiche con le moderne lingue d'oïl, come il normanno, il gallo, il piccardo, il poitevin e il saintongeais, sebbene le sue affinità siano maggiori con la parlata parigina del XVII secolo. I parlanti di queste lingue erano la maggioranza tra i coloni nella Nuova Francia.
Si potrebbe sostenere che almeno alcuni aspetti del joual più moderno siano ulteriori contrazioni  del francese standard. D'la (de la) è un esempio in cui la parola de è quasi scomparsa nel tempo ed è diventata contratta. Questo processo si verifica con numerose altre parole e questo fenomeno si è diffuso in tutta la lingua francese contemporanea.
Un'altra caratteristica significativa di Joual è l'uso liberale di volgarità nel linguaggio quotidiano.

### Prestiti dall'inglese
C'è un certo numero di prestiti inglesi in joual, anche se sono stati stigmatizzati dagli anni 1960, preferendo invece termini alternativi promossi dall'Office québécois de la langue française . L'uso di anglicismi varia sia a livello regionale che storico.
- Bicycle o bécik: bicicletta
- Bike o bécik: moto
- Bines: fagioli
- Braker: pronunciato [bʁeke] verbo che significa "frenare"
- Caller: [kɑle] . Verbo che significa "telefonare a qualcuno"
- Checker o chequé: verbo che significa "controllare qualcosa (fuori)", come in Check ben ça ("Dai un'occhiata")
- Chum: [tʃɔm] . Molto spesso nel senso di "fidanzato", spesso semplicemente come amico maschio di un maschio
- Dumper: [dõpe] . Gettare nella spazzatura, depositare qualcosa o rompere con qualcuno.
- Enfirouaper: imbrogliare qualcuno, dall'inglese "in fur wrap (in pelliccia)". Secoli fa, i commercianti di pellicce vendevano un pallet di pellicce, in realtà pieno di cartone nel mezzo.[7]
- Flat: una gomma a terra, chiamata une crevaison in francese standard. Può anche significare un "mal di pancia"
- Frencher: [fʁɛntʃe] . Verbo, "dare un bacio alla francese "
- Les States: [le stei̯t] . Utilizzato quando si fa riferimento agli Stati Uniti
- Tough: [tɔf] Duro
- Truck: [tʁɔk] camion